# Walter Anton Viktor Halstrick
Walter Anton Viktor Halstrick (* 25. April 1901 in Köln; † 25. April 1991 in Euskirchen) war Unternehmer in der Papierindustrie.

## Leben
Walter Halstrick studierte an der Universität Bonn und der Universität zu Köln und wurde 1929 mit der Arbeit Die Kondiktion des Erwerbes aus einer Verfügung des Nichtberechtigten nach deutschem bürgerlichen Recht zum Dr. iur. promoviert. Halstrick war seit 1921 Mitglied der katholischen Studentenverbindung KDStV Bavaria Bonn im CV.
Er übernahm 1932 gemeinsam mit seinem Bruder Dr. iur. Adolf Halstrick jun. die Leitung der 1903 von seinem Vater Adolf Halstrick sen. in Efferen (heute zu Hürth) gegründeten und 1918 nach Stotzheim bei Euskirchen verlegten Papierfabrik. Nach Umwandlung der Papierfabrik Halstrick in eine offene Handelsgesellschaft 1936, wurde daraus 1952 eine Kommanditgesellschaft und Walter Halstrick übernahm die alleinige Unternehmensleitung. Nachdem sein Onkel Johannes Scheffer-Hoppenhöfer und sein Bruder verstorben waren, übernahm er außerdem die alleinige Geschäftsführung von weiteren sieben Papierfabriken. 
Unter seiner Führung entwickelte sich das Unternehmen zu einem weltweit tätigen Konzern mit über 1.000 Mitarbeitern und exportierte Papierprodukte unter dem 1950 entwickelten Markennamen FASANA in über 70 Länder. Halstrick hatte damit wesentlichen Anteil an der wirtschaftlichen Entwicklung der Euskirchener Industrie.
Die Papierfabrik Halstrick wurde 1998 von dem finnischen Konzern Metsä Tissue aufgekauft und FASANA ist bis heute weltweiter Marktführer im Bereich von Papierservietten.

## Ehrungen
Im Oktober 1956 wurde Halstrick das Bundesverdienstkreuz I. Klasse verliehen. Im Dezember 1961 folgte der Ehrendoktorwürde der Wirtschafts- und Sozialwissenschaftliche Fakultät der Friedrich-Alexander-Universität Erlangen-Nürnberg. Außerdem wurde ihm der päpstlichen Orden Pro Ecclesia et Pontifice verliehen und im Januar 1967 erhielt er die Ehrenmitgliedschaft und goldene Ehrennadel des Westdeutschen Fußballbundes. Nachdem ihm am 16. Dezember 1968 die Ehrenbürgerrechte der Gemeinde Stotzheim verliehen wurden, übernahm die Stadt Euskirchen nach der Eingemeindung 1969 die Ehrenbürgerschaft.